# Itegem
Itegem is een dorp in de Belgische provincie Antwerpen en een deelgemeente van Heist-op-den-Berg. Het dorp ligt aan de Grote Nete. Itegem was een zelfstandige gemeente tot aan de gemeentelijke herindeling van 1977.

## Geschiedenis
De eerste vermelding van de plaats dateert uit 976. Blijkens een oorkonde van keizer Otto II stond het klooster van Sint-Baafs op 19 januari 976 zijn bezit van Noorderwijk en Itegem (in de gouw Taxandrië) af aan de nobele Folgbert en Reginswinde in ruil voor de villa Holthem (Sint-Lievens-Houtem). De naam Itegem komt van Idingehem (huis van Ido). Tot de Franse Revolutie lag een groot deel van het huidige grondgebied van Itegem in een kleine enclave van de heerlijkheid Mechelen. De rest behoorde tot het hertogdom Brabant.
Tijdens de Franse periode werd Itegem een zelfstandige gemeente in het departement Twee Nethen. Het oostelijk gebied, aan de overkant van de Grote Nete, vormde vroeger het landbouwgehucht Bernum en was een van de zeven heerdgangen van Heist. Dit gebied werd in 1876 bij Itegem gevoegd.
In 1976 werd het 1000-jarige bestaan van het dorp gevierd met allerlei feestelijkheden. In 1977 werd Itegem bij de gemeentelijk herindeling bij Heist-op-den-Berg gevoegd.

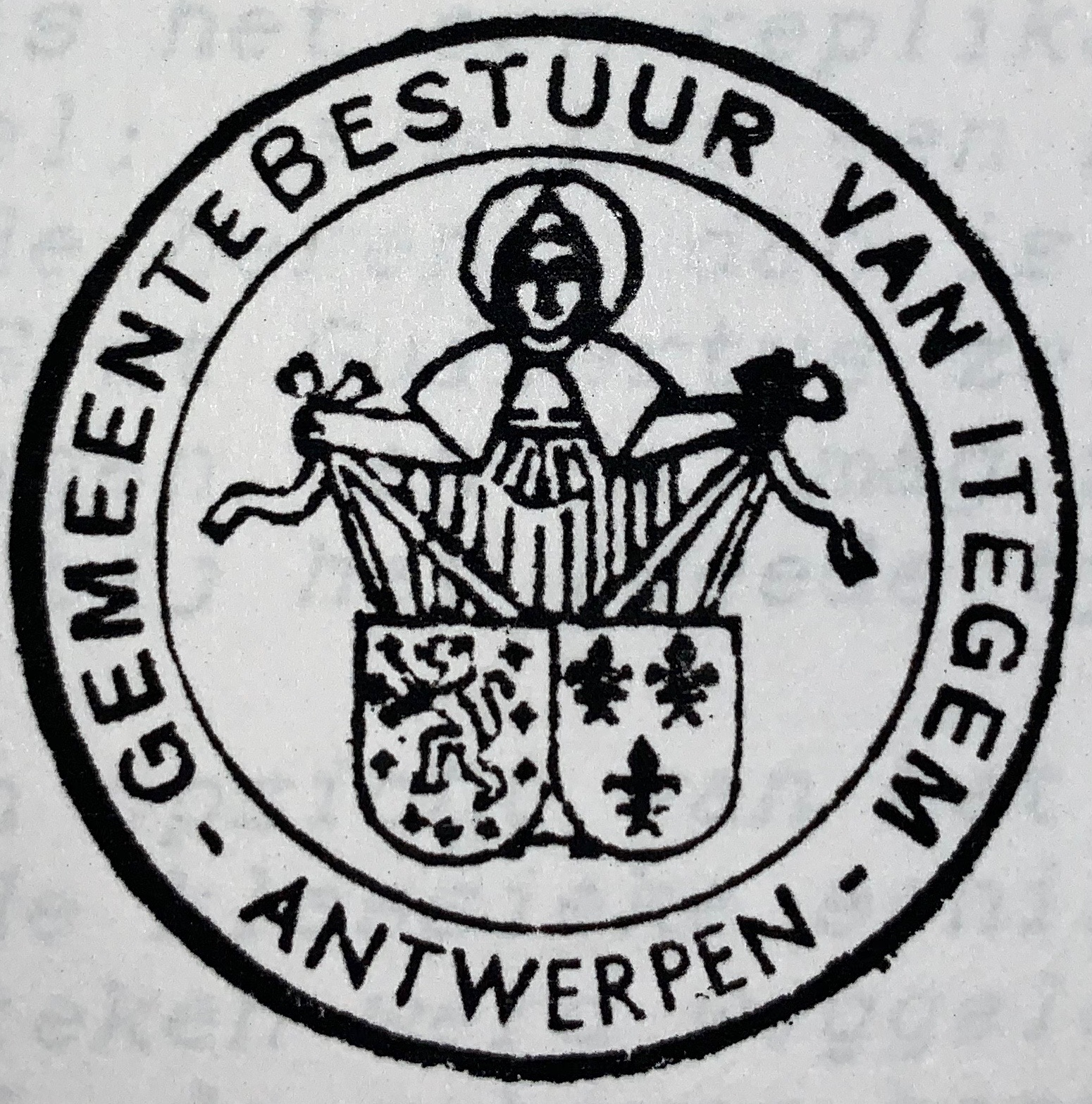
Het meest recente wapenschild van Itegem, sedert de jaren 30' in gebruik.

## Bezienswaardigheden

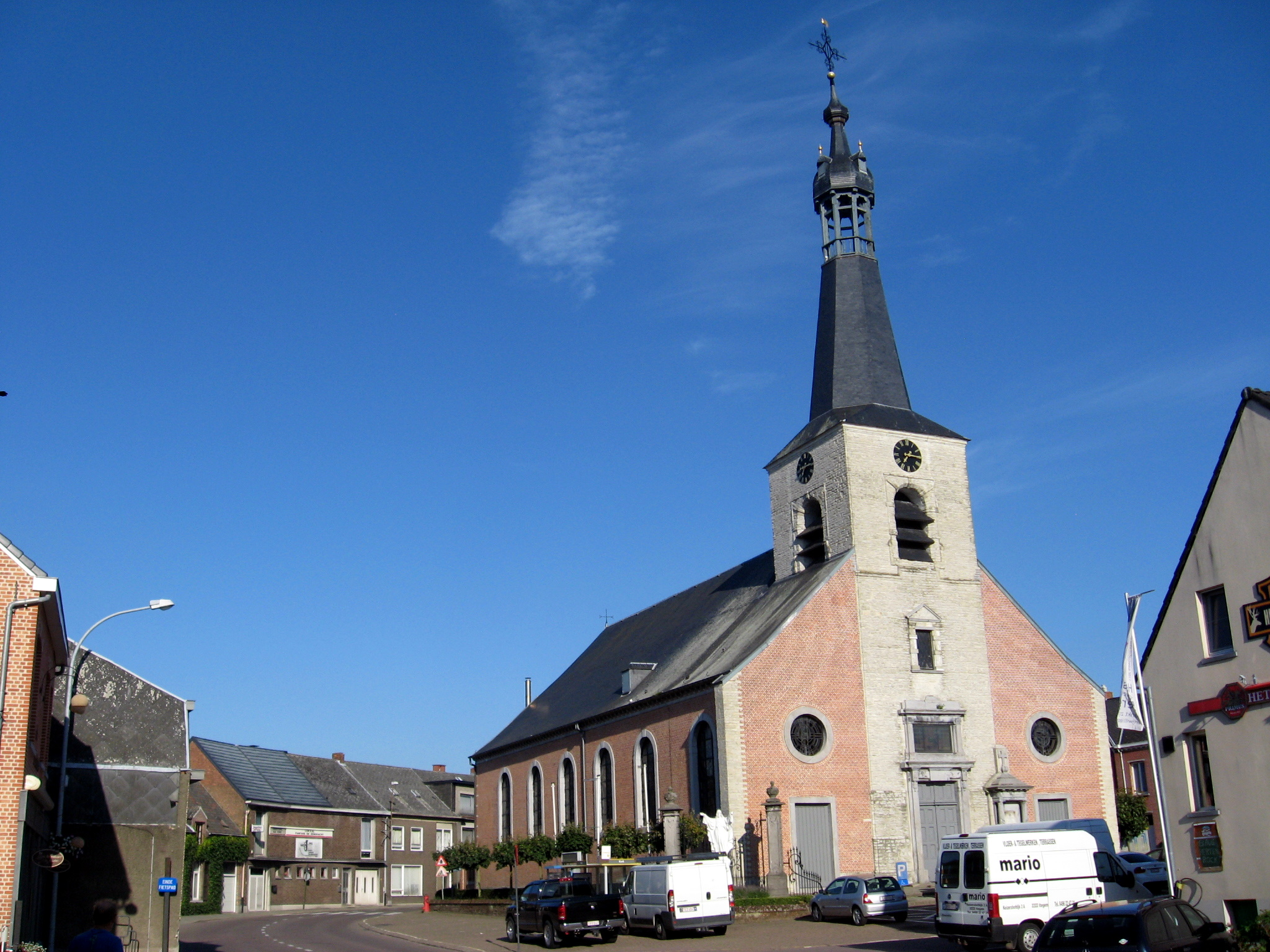
De Sint-Guibertuskerk.

Een lijst van de meest prominente bezienswaardigheden:
- De Sint-Guibertuskerk heeft een opmerkelijke "lantaarn" in de 43 meter hoge toren. De toren is bewaard uit de 17de eeuw; de kerk zelf werd eind 18de eeuw verbouwd en in de 19de eeuw vergroot. In 1909 werden nieuwe bouwplannen gemaakt om de kerk nogmaals uit te breiden en het uiterlijk van de beuken drastisch te wijzigen, meer richting de stijl van een kathedraal. Na goedkeuring van de gemeente in 1911 werd er niets gewijzigd door financiële tekorten.
- De oude Lindeboom aan de kerk dateert van halverwege de 18de eeuw en werd destijds gebruikt om er recht te spreken.
- Het Kasteel van Dokter Heylen of Kasteel Groenhoek in de Schoolstraat 20, een neoclassicistisch herenhuis uit 1853, is beschermd als monument. De woonst werd gebouwd door de heer Josephus Heylen en heeft ettelijke decennia de functie van dokterswoning van diens familie gehad. Later werd het de praktijk van dokter Jacques Degeyter.
- De Heestenhoeve, een beschermde hoeve waarvan de geschiedenis opklimt tot in de 18de eeuw
- Een mechanische maalderij uit 1931
- De overblijfselen van de voormalige waterburcht Ter Borght. Sinds 1895 werd het gebouw ingericht als rusthuis. De poort en voorgevel waren in 1938 beschermd als monument, maar werden in de jaren 60 gedeclasseerd met de oog op de bouw van het rustoord. Het gebouw zou overgeplaatst worden naar Bokrijk; maar de heroprichting ging uiteindelijk nog niet door. Enkel een oude toren is nu nog overgebleven in Itegem.
- Het Kasteel Isschot, dat vlak bij het provinciaal natuurdomein de De Averegten (wandelbos) ligt. Het landhuis dateert uit 1905, als vervanging van een 18de-eeuws kasteel.
- Het Kasteelpark "La Garenne" is in privébezit, maar wordt één keer per jaar voor het publiek geopend.
- De restanten van de conservenfabriek L'Abeille aan de Nete zijn omgebouwd tot een appartementsgebouw met sportaccommodaties.
- Huize Den Dulft en Huis Falk bevinden zich in het kleine straatje genaamd Dulft, achter de Schoolstraat. Beiden zijn halverwege de 19de eeuw in neoclassicistische stijl opgetrokken.
- Villa 't Seyenhof in de Hallaarstraat werd laat in de negentiende eeuw gebouwd met neoclassicistische inslag. Het huis had de functie van notariswoning, maar werd later een dancing. Die was in de jaren 80' tot 1992 in handen van zanger Joe Harris.
- De villa van Franz Heylen (verwant aan de familie van de conservenfabrikant L'Abeille) bevindt zich aan de rotonde in de Hallaarstraat en dateert van de jaren 20'.
- Het voormalige gemeentehuis van Itegem werd gebouwd omstreeks 1866 in neoclassicistische stijl en werd pas in 1917 voorzien van de iconische ronde toren. Vanaf 1962 vervulde deze woonst de functie van gemeentehuis, ter vervanging van het gesloopte voormalige gemeentehuis op het Sint-Guibertusplein. Na de gemeentefusie van 1977 kreeg het de functie van bibliotheek en tot slot ook een centrum voor het Rode Kruis. Het pand was eigendom van de gemeente van Heist-op-den-Berg, die het eind maart 2021 voor 621.000 euro heeft verkocht. Het gebouw stond sinds enkele jaren leeg, waardoor het schade opliep door verwaarlozing. (Bron: https://www.hln.be/heist-op-den-berg/oud-gemeentehuis-itegem-verkocht-voor-621-000-euro-plannen-van-nieuwe-eigenaar-nog-onbekend~ae740d4b/)
- De neoclassicistische pastorie in de Karel Goovaertsstraat werd gebouwd in 1864.
- Huize de Fontein is gelegen aan de brug over de Grote Nete in de Karel Govaertsstraat en was een van de voormalige Itegemse brouwerijen.
- Naast de huidige parochiezaal ligt de Sint-Guibertuszaal, alias de oude Bewaarschool, opgetrokken in 1900. Dit was een van de eerste initiatieven om degelijk onderwijs in Itegem te voorzien. Eertijds grensde deze school aan het Kasteel van Dokter Heylen.

Verdwenen bezienswaardigheden uit het verleden:
- Het oude renaissancekasteel van Isschot dat gebouwd werd in 1775 door dorpsheer Van Gansacker. In 1905 werd het gesloopt en werden ettelijke materialen hergebruikt voor het nieuwe kasteel in Lodewijk XVI-stijl. Eveneens stond het oude kasteel voor de vijver van het domein, het nieuwe staat achter de vijver. Een deel van de oude kasteelruïne staat nog op het domein.
- Het oude kasteel van La Garenne had een ander uiterlijk. Door de jaren heen werd het oorspronkelijke kasteeltje uitgebreid met een extra vleugel en een bijbouw, die het complex aanzienlijk deden vergroten.
- Hotel de Valk, de meest gekende en belangrijkste Itegemse herberg uit het verleden.
- De muur van het kerkhof die uit 1750 dateerde werd in 1916 gesloopt. Dit gebeurde nadat men in 1911 een nieuwe begraafplaats had gebouwd in de Kerkstraat, waarna enkele graven overgebracht werden. Enkel de toegangspoort tot de kerk bleef bewaard en staat tot op heden achter het Heilig Hart beeld.
- Het oude gemeentehuis op de hoek van het Sint-Guibertusplein heeft een voorgeschiedenis tot in de 17de eeuw, maar het uiterlijk zoals het te zien is op oude postkaarten kwam pas in 1855 tot stand. Het kruispunt van de Hallaar- en Karel Govaertsstraat zag er toen ook anders uit: vanaf het Sint-Guibertusplein was er geen onmiddellijke toegang tot de Hallaarstraat, aangezien het voormalige gemeentehuis in de weg stond. Door het toenemend verkeer in de eerste helft van de 20ste eeuw werd een hoek van het gebouw weggenomen om de toegang tot het kruispunt te versoepelen. Met de restanten die werden afgebroken werd een sierlijk torentje gebouwd op het boven verdiep. In 1962 werd het gesloopt, waarna er een rechte doorgang ontstond tot de Hallaarstraat.

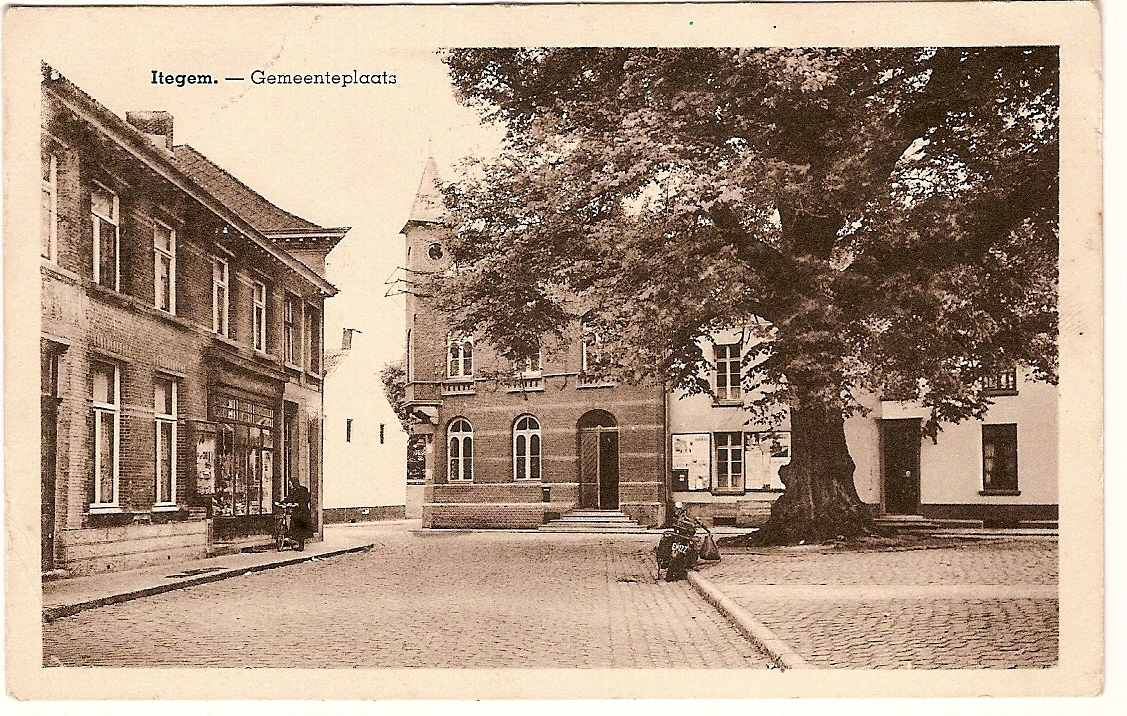
Itegem, de gemeenteplaats (kerkplein). In beeld het voormalig gemeentehuis dat gesloopt werd in 1962. Links hotel de Valk en rechts de oude Lindeboom. (Uitg. Janssens – Sprengers)

## Natuur en landschap
Itegem ligt in de Kempen nabij de vallei van de Grote Nete op een hoogte van ongeveer 10 meter.
Naast het natuurdomein de De Averegten bezit Itegem veel bosrijk gebied ten westen van de dorpskern, voornamelijk rond de kastelen Isschot en La Garenne. Daarnaast vindt men er de Itegemse Heide, tegenwoordig een bosgebied. In het dorpscentrum vormen het Kasteel van Dokter Heylen en Huize den Dulft een "groene long" in de Schoolstraat. 

## Demografische ontwikkeling
- Bronnen:NIS, Opm:1806 tot en met 1970=volkstellingen; 1976 = inwoneraantal op 31 december

## Cultuur

### Televisie
Een van de bekendste inwoners van Itegem is Cas Goossens, voormalig administrateur-generaal van de BRT (Belgische Radio- en Televisieomroep). Belgisch presentator en artiest Bart Peeters baseerde zijn personage Jos Bosmans op hem in de succesvolle Vlaamse comedyserie Het Peulengaleis. Peeters vertolkte overigens ook Cas Goossens zelf (als typetje) in het radioprogramma Het Leugenpaleis en ook enkele malen op televisie. De gemeente werd daarbij ook geregeld vermeld in Het Leugenpaleis en ook enkele malen als postadres van de Jos Bosmans Show in Het Peulengaleis. Bij het uitbreken van de Coronapandemie in maart 2020 brachten Bart Peeters en Hugo Matthysen een spin-off van Het Leugenpaleis met hun zogenaamde Itegemse Cronakroniek, dat op Radio 1 gepresenteerd werd. Daarin speelde Bart Peeters de hoofdrol, waarbij hij Cas Goossens opnieuw imiteerde als typetje.

### Kunst
De belangrijkste exponent uit de Itegemse kunst is de kunstschilder Jef Verheyen (1932-1984), die er in 1932 werd geboren. Verheyen maakte internationale faam met zijn schilderstijl waarin hij de essentie van het licht probeerde te vatten. De recordprijs voor een van zijn werken werd behaald op een veiling bij Christie's in Amsterdam in 2014, met een verkoopbedrag van $376.505 voor zijn werk Untitled. In 2024 werd ter gelegenheid van de veertigste verjaardag van zijn overlijden in het Antwerpse KMSKA een retrospectieve tentoonstelling georganiseerd over het oeuvre van Jef Verheyen.
De oprichters van decoratieketen CASA, Joris Onzea (1928-2010) en Suzanne Govaerts (1930-2025), bezaten een belangrijke kunstverzameling te Itegem. Dankzij hun nauwe samenwerking met kunsthandelaar Axel Vervoordt bouwden ze een indrukwekkende collectie uit met werken van kunstenaars als Rik Wouters, Jef Verheyen, Lucio Fontana, Yves Klein, Pieter Brueghel de Jonge, Jean Brusselmans, etcetera. Op 27 maart 2025 ging de collectie onder de hamer bij veilinghuis Christie's in Parijs, waar de verkoop 10,052,717 euro opbracht. Het hoogtepunt van de veiling was de verkoop van Rik Wouters' portret van zijn echtgenote Nel Duerinckx, getiteld "Reflets", dat 2,460,000 euro realiseerde. Amper twee uur na afloop van de veiling overleed Suzanne Govaerts op 95-jarige leeftijd.

## Economie
Door natuurlijke verbinding via de Grote Nete met de Schelde is een kleine industriële activiteit in Itegem ontstaan. Tot de Tweede Wereldoorlog werd ijzererts uit het Netebekken op platte schepen stroomafwaarts getransporteerd via stuwbruggen. Nadien kwamen er de conservenfabriek L'Abeille, Essor en het voedingswarenbedrijf Fort, vooral bekend voor de gelijknamige koffie. In 2004 werd de koffiebranderij overgenomen door de Antwerpse firma Beyers en in 2006 werd de productie definitief stilgelegd. Momenteel is de vestigingsplaats van de bekende geschenken- en decoratieketen CASA nog het enige restant van het industriële verleden. Daarnaast fungeerde Itegem in de 20e eeuw als een belangrijke centrum voor diamantslijpen. 

## Bekende inwoners

### Cultuur
- Joannes Franciscus Govaerts (1847-1912), priester en lokaal geschiedschrijver.
- Stanne Serneels (1884-1917), dichter.
- Vital Celen (1887-1956), auteur en hoogleraar.
- Gaston Durnez (1928-2019), schrijver.
- Jef Verheyen (1932-1984), kunstschilder.
- Cas Goossens (1937°), voormalig administrateur-generaal van de BRT.
- Joe Harris (1943-2003), zanger.
- Bobby Prins (1947°), zanger.
- Leo Buts (1958°), lokaal geschiedschrijver.
- Liza-Roos Verbeeck (2004°), Miss Antwerpen 2024, model.

### Sport
- Denis Verschueren (1897-1954), bijgenaamd "De Reus uit Itegem", wielrenner.
- Lode Troonbeeckx (1938°), wielrenner.
- Leo Laurens (1952°), darter
- Jozef Lieckens (1959°), voormalig wielrenner.
- Marc Janssens (1968°), voormalig veldrijder.

### Politiek
- Alfons Verbist (1888-1974), politicus.
- David Geerts (1975°), politicus.

## Nabijgelegen kernen
Wiekevorst, Berlaar-Heikant, Hallaar, Beerzel, Gestel.